# Star Trek: Prodigy
Star Trek: Prodigy é uma série animada criada por Kevin e Dan Hageman para a Nickelodeon. É parte da franquia Star Trek e será lançada em 2021 como parte da expansão da franquia operada por Alex Kurtzman. Prodigy segue um grupo de adolescentes que usam uma astronave abandonada em busca de aventura.
Kate Mulgrew estrela como Kathryn Janeway, reprisando seu papel de Star Trek: Voyager. Kurtzman falou sobre a série pela primeira vem em janeiro de 2019 e confirmou um mês depois, com os irmãos Hageman como criadores e showrunners. A Nickelodeon comprou duas temporadas de Prodigy em abril. A série usa uma animação gerada por computadores, ao contrário das animações de Star Trek de anteriormente e é focada em uma audiência mais jovem do que as anteriores. Ben Hibon foi anunciado como diretor em agosto de 2020.
Star Trek: Prodigy será lançado em 2021.

## Premissa
Um grupo de adolescentes "fora da lei" usam uma astronave abandonada em busca de aventura.

## Elenco
- Kate Mulgrew como Kathryn Janeway: Capitã da USS Voyager.[2]

## Episódios
| N.º      | Título     | Dirigido por | Escrito por         | Exibição original |
| -------- | ---------- | ------------ | ------------------- | ----------------- |
| 1        | "Em breve" | Ben Hibon    | Kevin e Dan Hageman | 2021              |
| Em breve |            |              |                     |                   |